# St. Johannis (Osmarsleben)

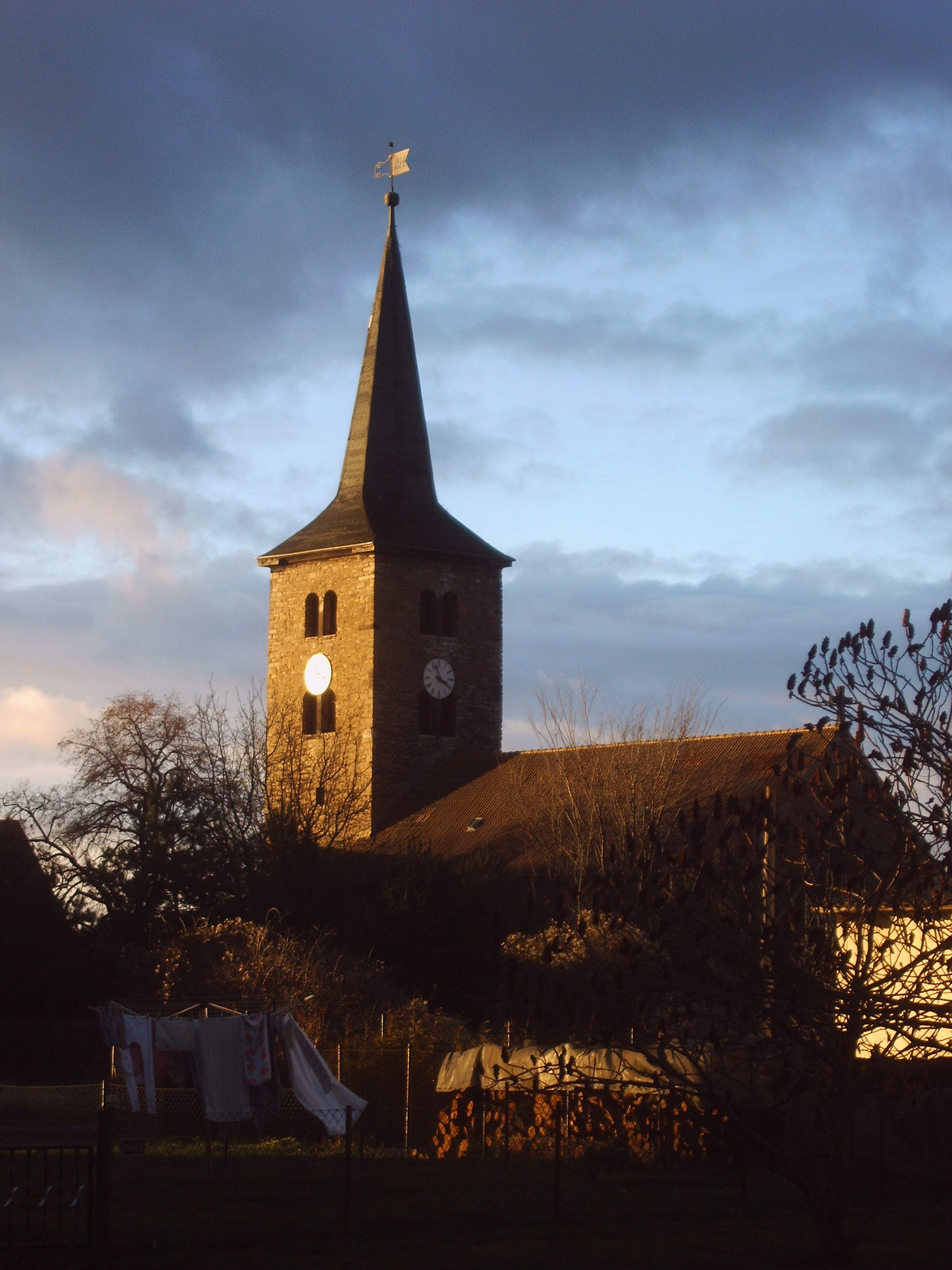
Johanniskirche Osmarsleben, Blick von Süden

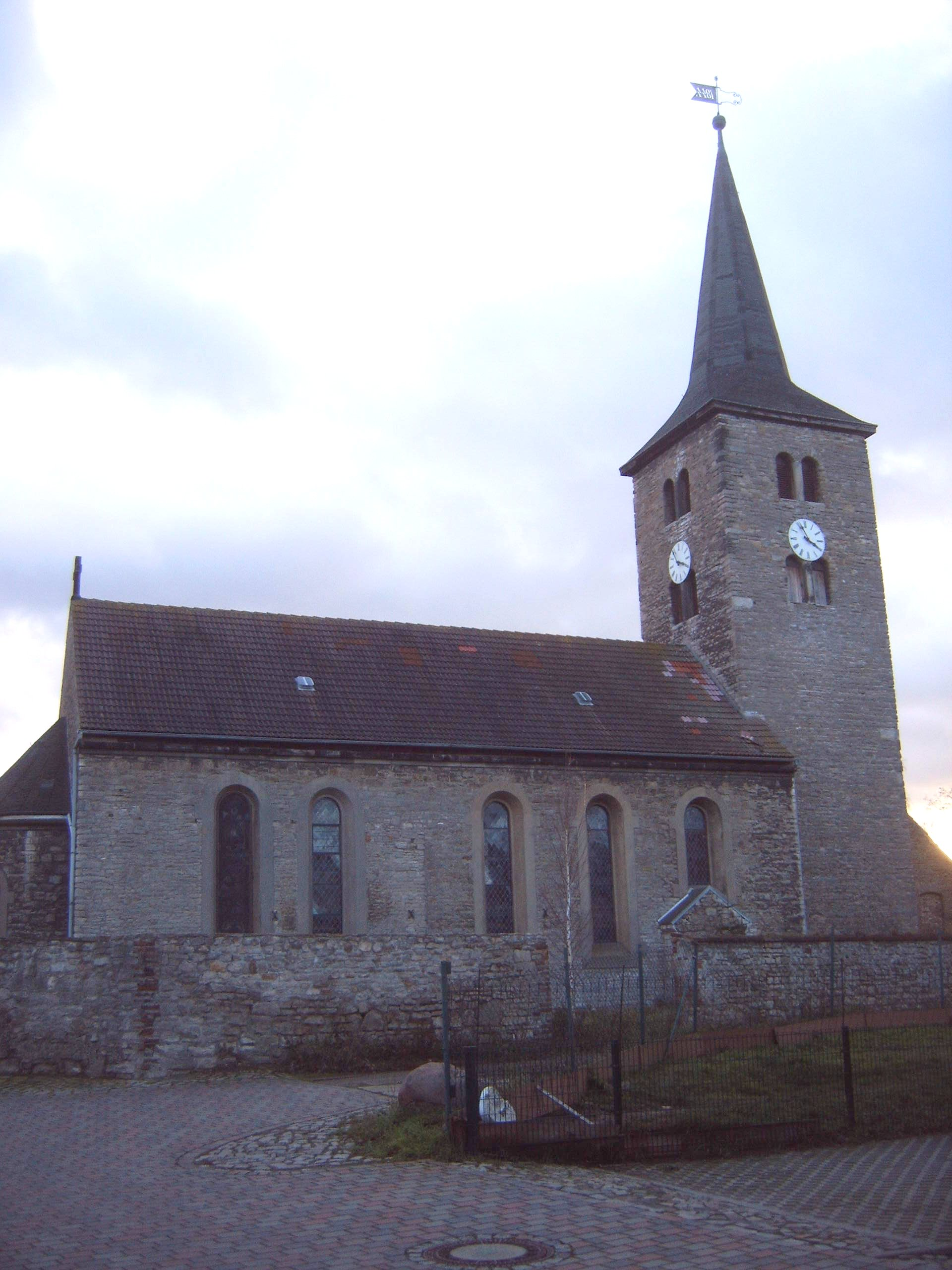
Nordseite

Sankt Johannis ist die evangelische Kirche des zur Stadt Güsten gehörenden Dorfes Osmarsleben in Sachsen-Anhalt.

## Architektur
Die Saalkirche geht auf einen in der Spätromanik errichteten Vorgängerbau zurück, der zum Teil in das heutige Gebäude mit einbezogen wurde. Der romanische Bau bestand aus einem rechteckigen Schiff und einem Kirchturm mit quadratischem Grundriss.
An der Westseite des heutigen Gebäudes befindet sich ein in das Kirchenschiff einbezogener Kirchturm, der von einem achtseitigen Spitzhelm bedacht wird. An der Ostseite des Schiffs befindet sich eine halbrunde Apsis. Der Ostteil der Kirche und die Apsis entstanden 1893. Die Breite des historischen Kirchenschiffs wurde dabei beibehalten.
Das Portal zur Kirche befindet sich auf der Südseite und ist als Rundbogen gestaltet. Hier sind auch zwei Säulen erhalten geblieben. Die östlich befindliche Säule verfügt über ein Maskenkapitell und ist achteckig, die Säule auf der Westseite weist einen gedrehten Schaft und ein Palmettenkapitell auf.
An der Südseite der Kirche befindet sich auch die aus verputzten Ziegelsteinen errichtete Sakristei.
Bemerkenswert ist eine aus dem Jahr 1618 stammende Bronzeglocke.

## Aktuelle Nutzung
Beim Einbau neuer Schallluken im Kirchturm im Mai 2006 wurden Schäden am Glocken- und Dachstuhl im Turm festgestellt, die auf das jahrelange Eindringen von Feuchtigkeit und Taubenkot zurückgeführt werden. Das Glockengeläut wurde daraufhin stillgelegt. Im September 2006 erfolgte eine Sperrung der Kirche. In der Literatur wurde die Kirche bereits zuvor im Jahr 1999 einmal als ehem. Kirche und Lager bezeichnet.